# Sankt Petersburger Philharmonie

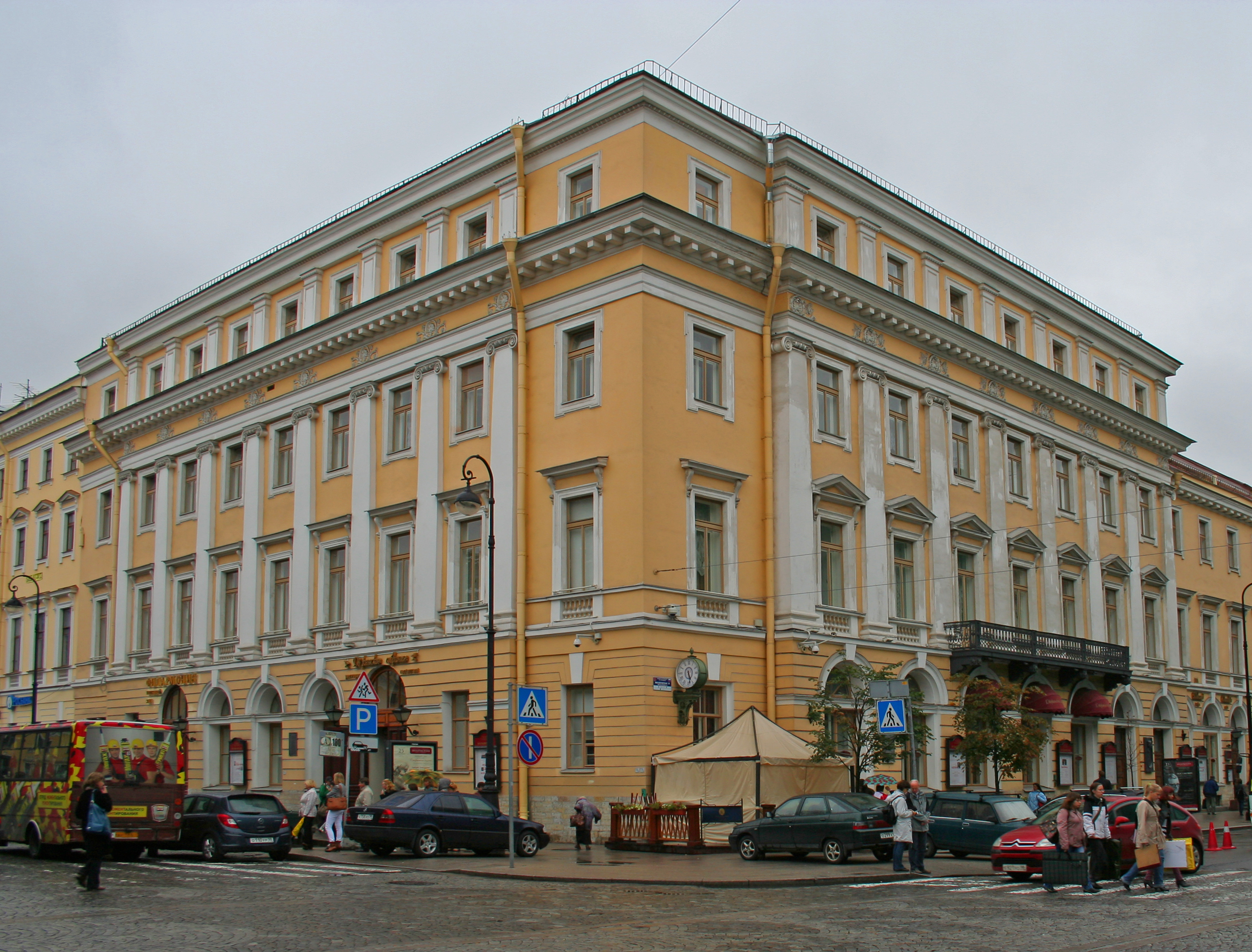
Das Gebäude der Philharmonie

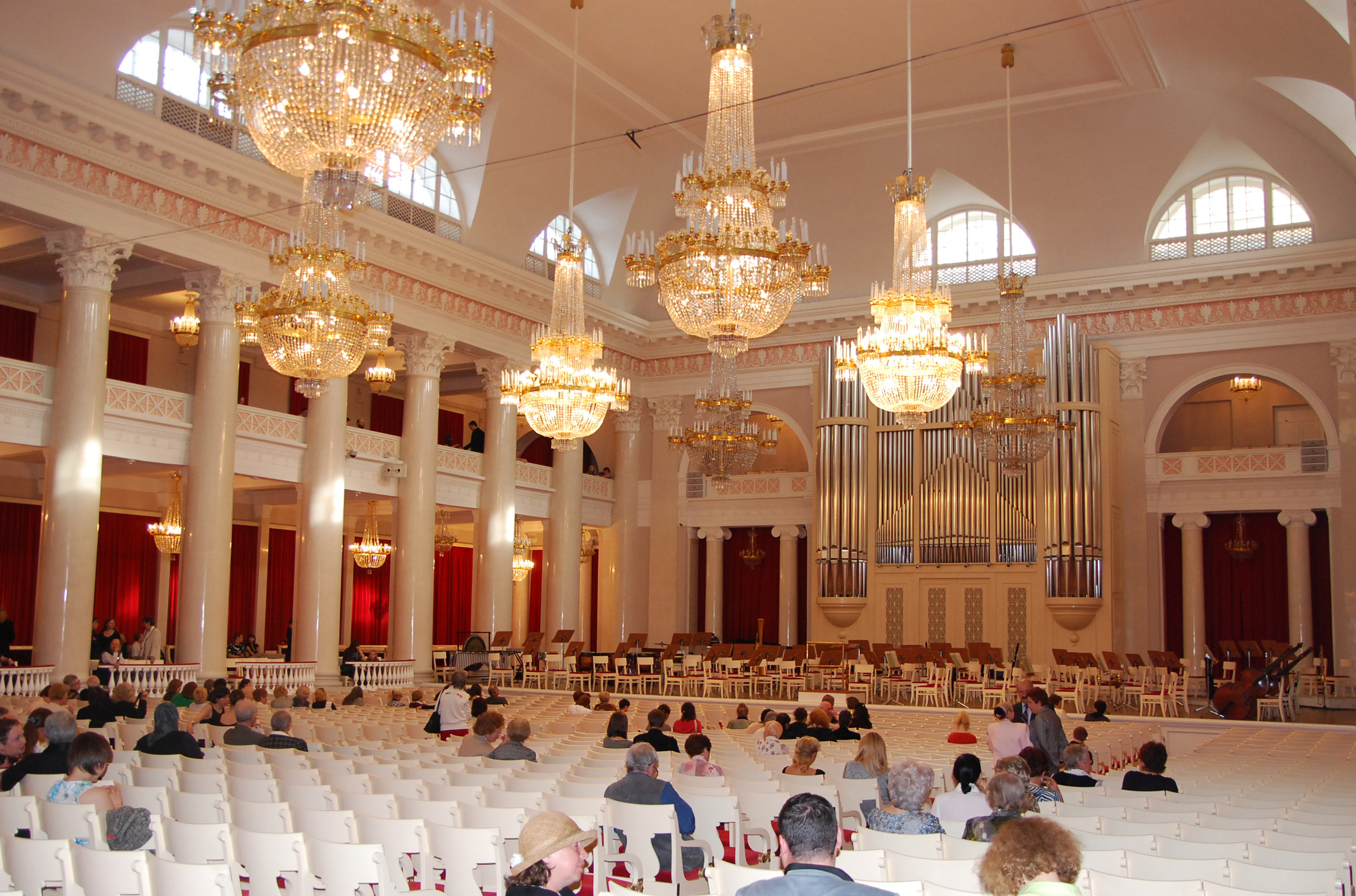
Großer Saal der Sankt Petersburger Philharmonie

Die Sankt Petersburger Philharmonie (eigentlich: Sankt-Petersburger Akademische Philharmonie D. D. Schostakowitsch – russisch Санкт-Петербургская академическая филармония им. Д. Д. Шостаковича) ist eine staatliche Kultureinrichtung in Sankt Petersburg, die älteste Philharmonie Russlands. Sie umfasst zwei Konzertsäle und bietet Raum für zwei symphonische Orchester, die Sankt Petersburger Philharmoniker und das Akademische Sinfonieorchester der Sankt Petersburger Philharmonie.

## Geschichte
1802 entstand in Sankt Petersburg die erste Philharmonische Gesellschaft Europas. 1824 wurde in Sankt Petersburg die Missa solemnis von Ludwig van Beethoven zum ersten Mal aufgeführt. 
Das erste Gebäude mit dem großen Konzertsaal (Большой зал) mit über 1500 Sitzplätzen wurde 1839 nach dem Entwurf des Architekten Paul Jacot errichtet; die Fassaden wurden vom Architekten Carlo Rossi entworfen. Ursprünglich war das Gebäude für die Versammlung der Adligen (Дворянское собрание) bestimmt. Es befand sich an der Michajlowskaja-Straße 2.
Am Ende der 1840er Jahre ist der Konzertsaal zum Zentrum der musikalischen Kultur von Sankt Petersburg geworden. Es traten viele berühmte Musiker dieser Zeit auf, wie Ferenc Liszt, Anton Rubinstein, Clara Schumann, Richard Wagner, Pauline Viardot-Garcia, Pjotr Iljitsch Tschaikowski, Modest Mussorgski, Nikolai Rimski-Korsakow u. a.
Nach der Oktoberrevolution wurde der Saal 1921 auf „Petrograder Philharmonie“, und 1924 „Leningrader Philharmonie“ umgetauft. 1975 wurde der Name von Dmitri Schostakowitsch beigefügt. 1991 wurde das Gebäude auf „Sankt Petersburger Philharmonie“ umbenannt. 
Während der Leningrader Blockade, am 9. August 1942 wurde im Konzertsaal die Siebente „Leningrader“ Symphonie von Dmitri Schostakowitsch aufgeführt.
Am 15. Mai 1949 wurde am Newski-Prospekt 30 der kleine Kammermusiksaal (Малый зал) mit dem Namen von Michail Glinka eröffnet. Der Saal befindet sich im sogenannten „Engelhardt-Haus“, errichtet 1761 nach den Plänen des Architekten Bartolomeo Rastrelli und umgebaut im 19. Jahrhundert von Paul Jacot.
In den Sälen der Sankt Petersburger Philharmonie treten zwei fast gleichnamige Orchester auf:
- Verdientes Kollektiv der Russischen Föderation – Sankt Petersburger Philharmoniker (Chefdirigent: Juri Temirkanow, 2. Dirigent: Nikolai Alexejew)
- Akademisches Sinfonieorchester der Sankt Petersburger Philharmonie (Ehrendirigent: Alexander Dmitrijew, Dirigent: Wladimir Altschuler)

## Galerie

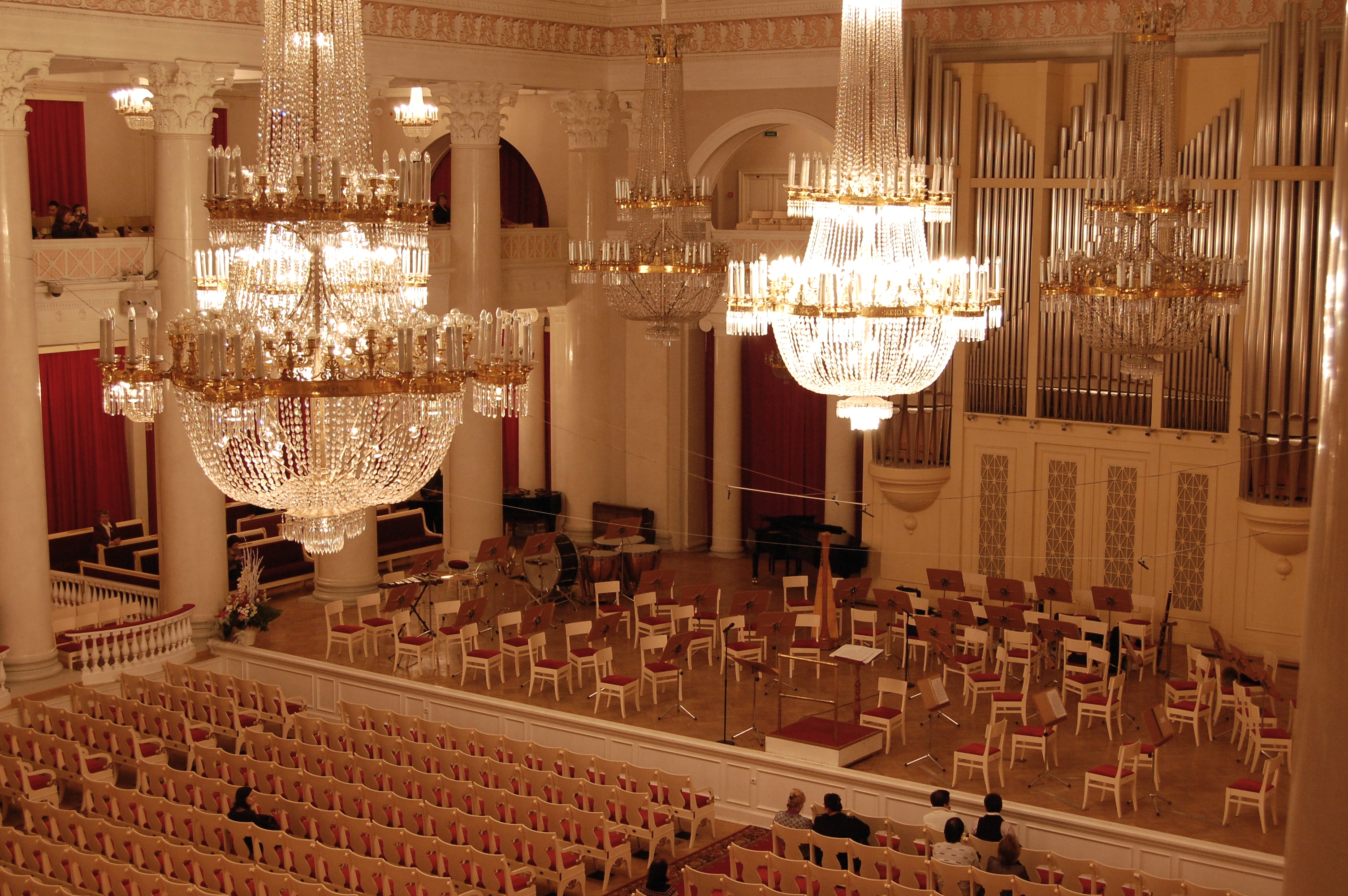
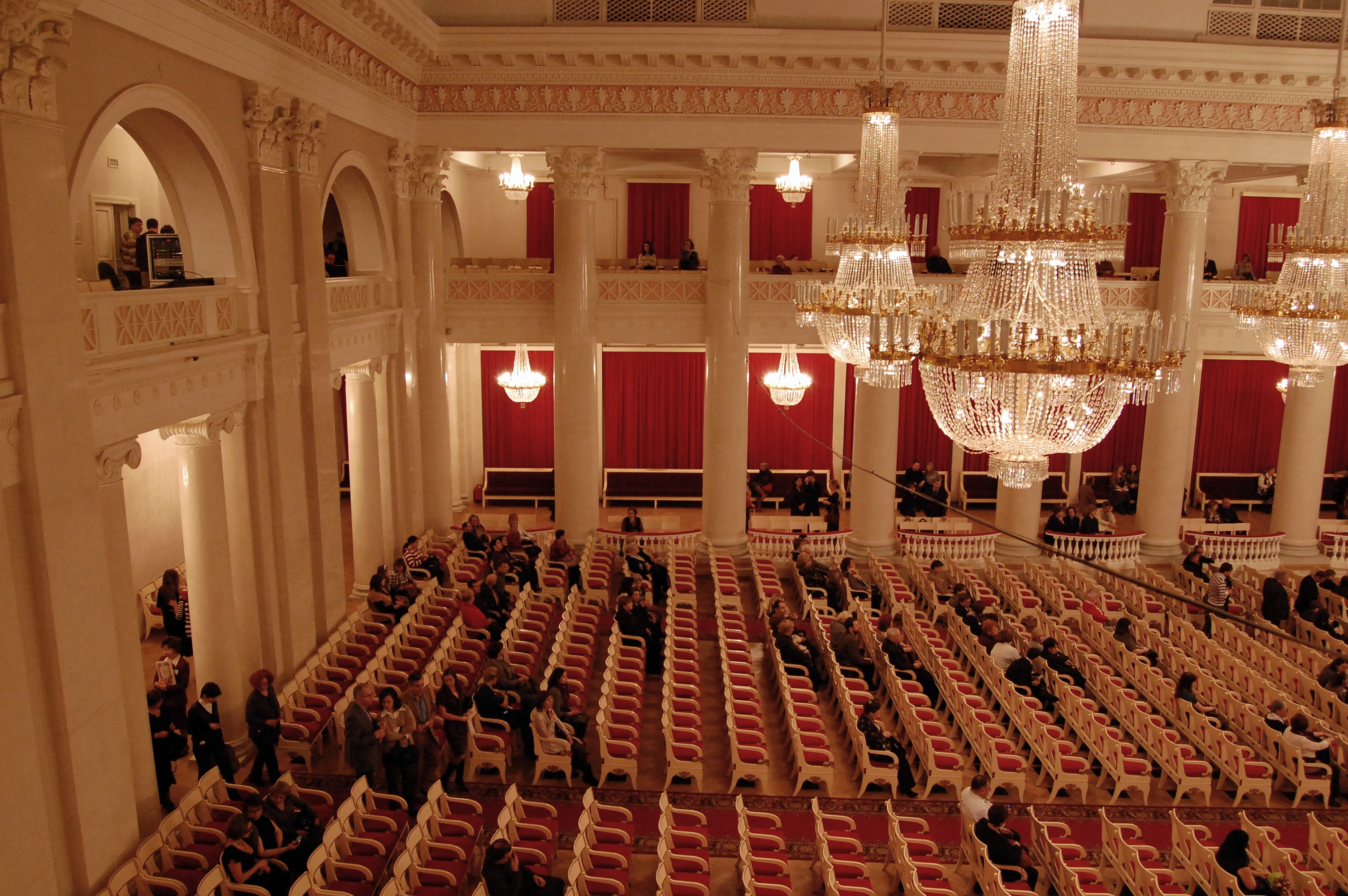
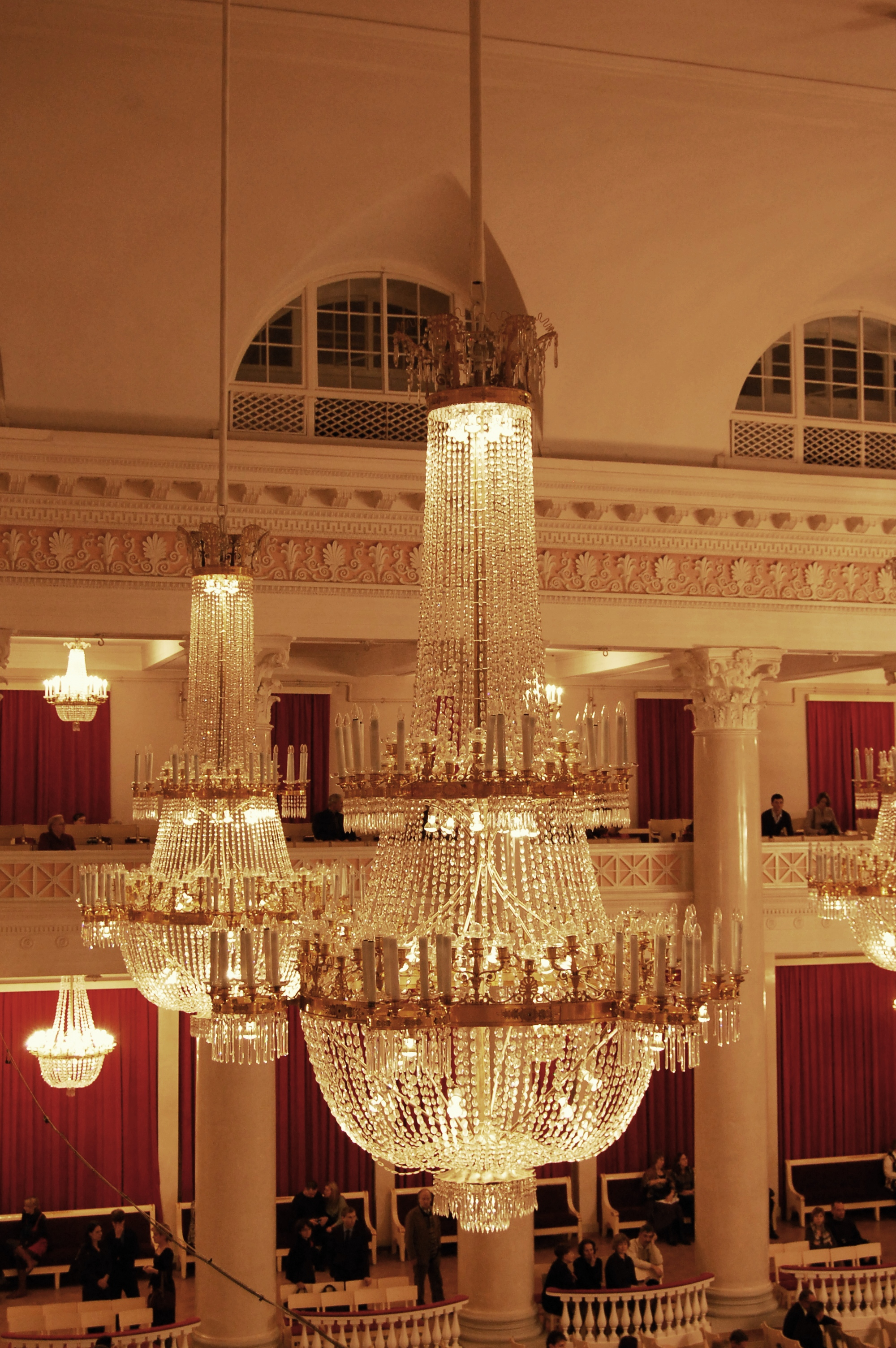
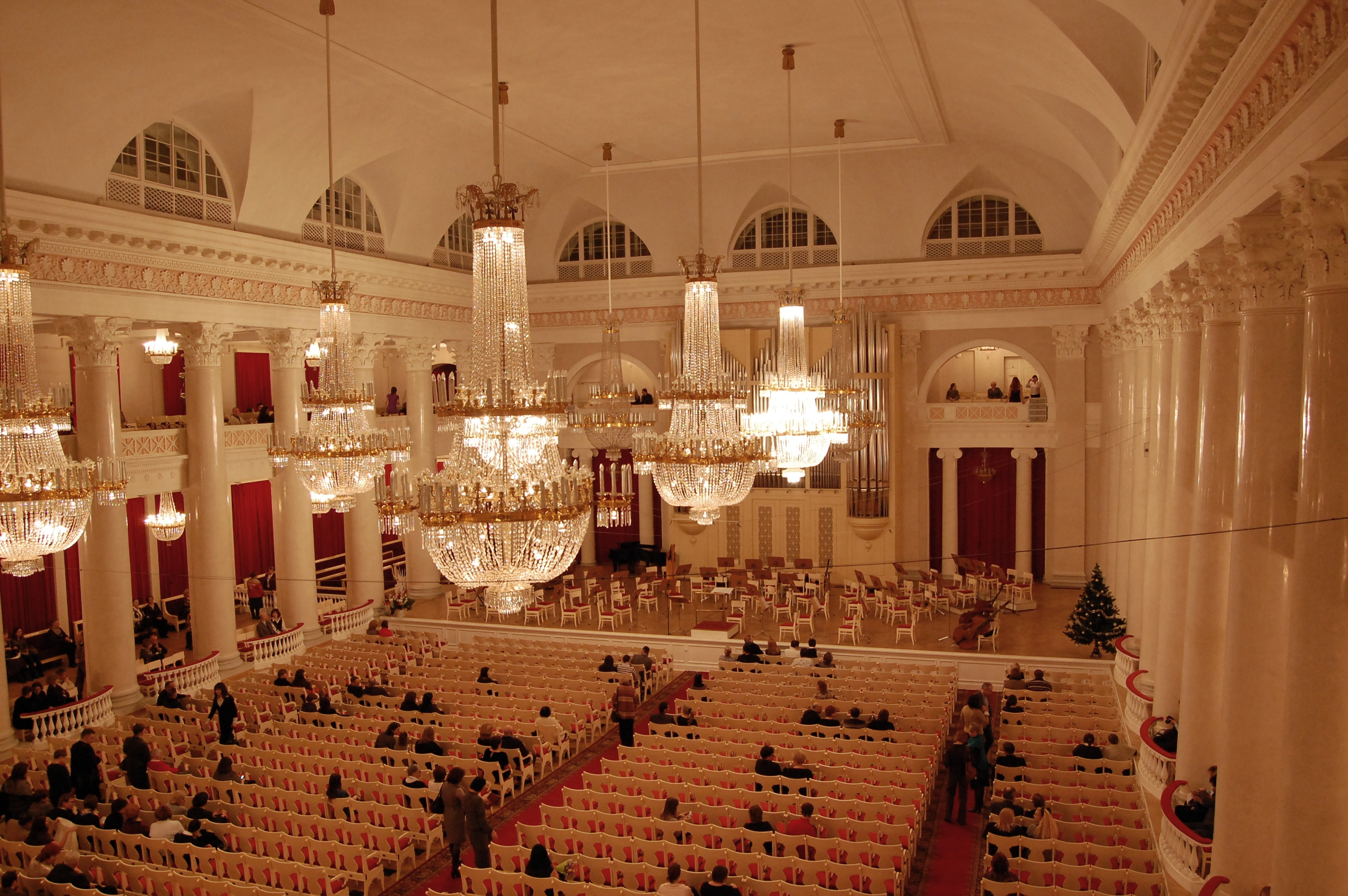
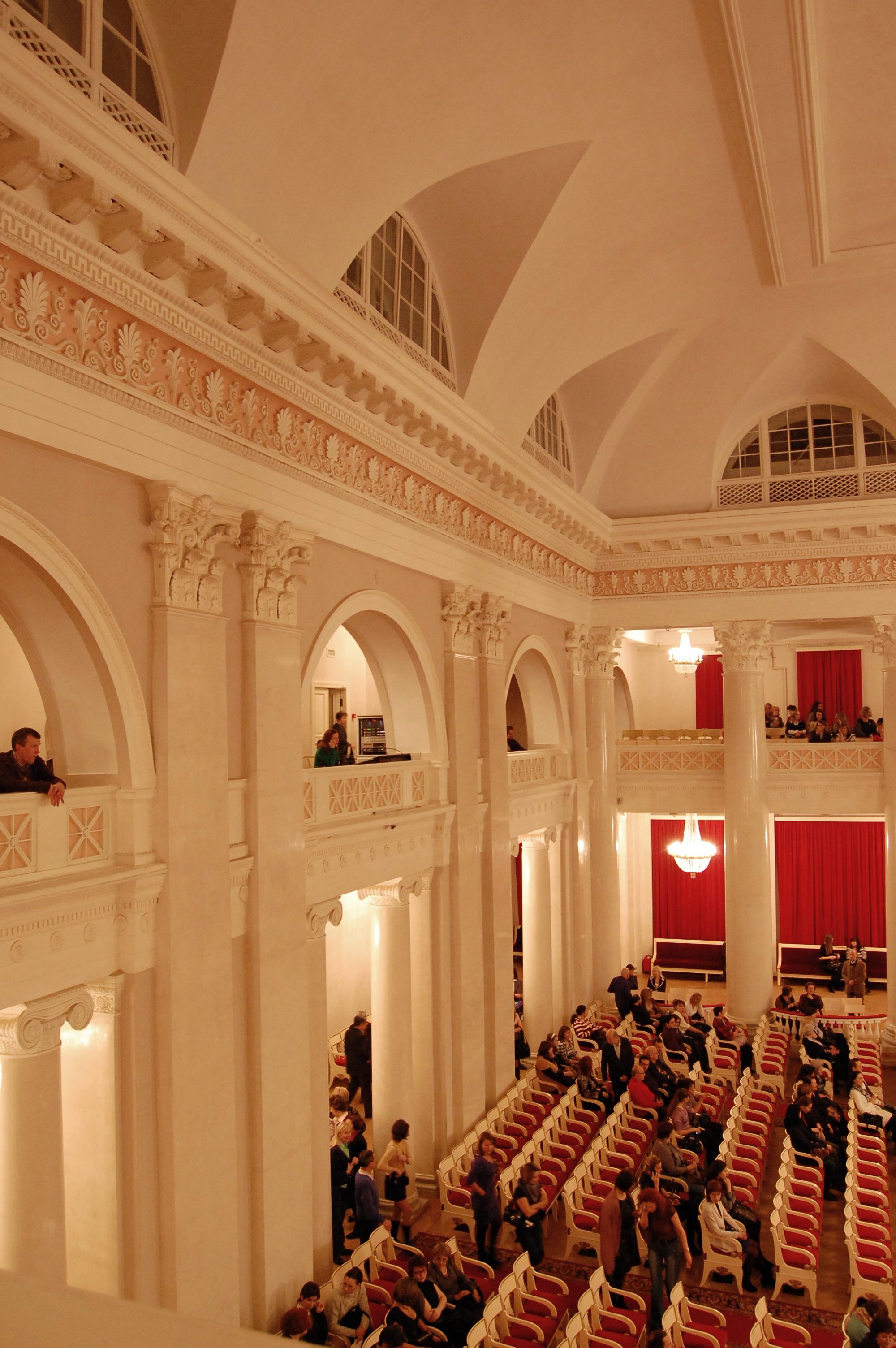
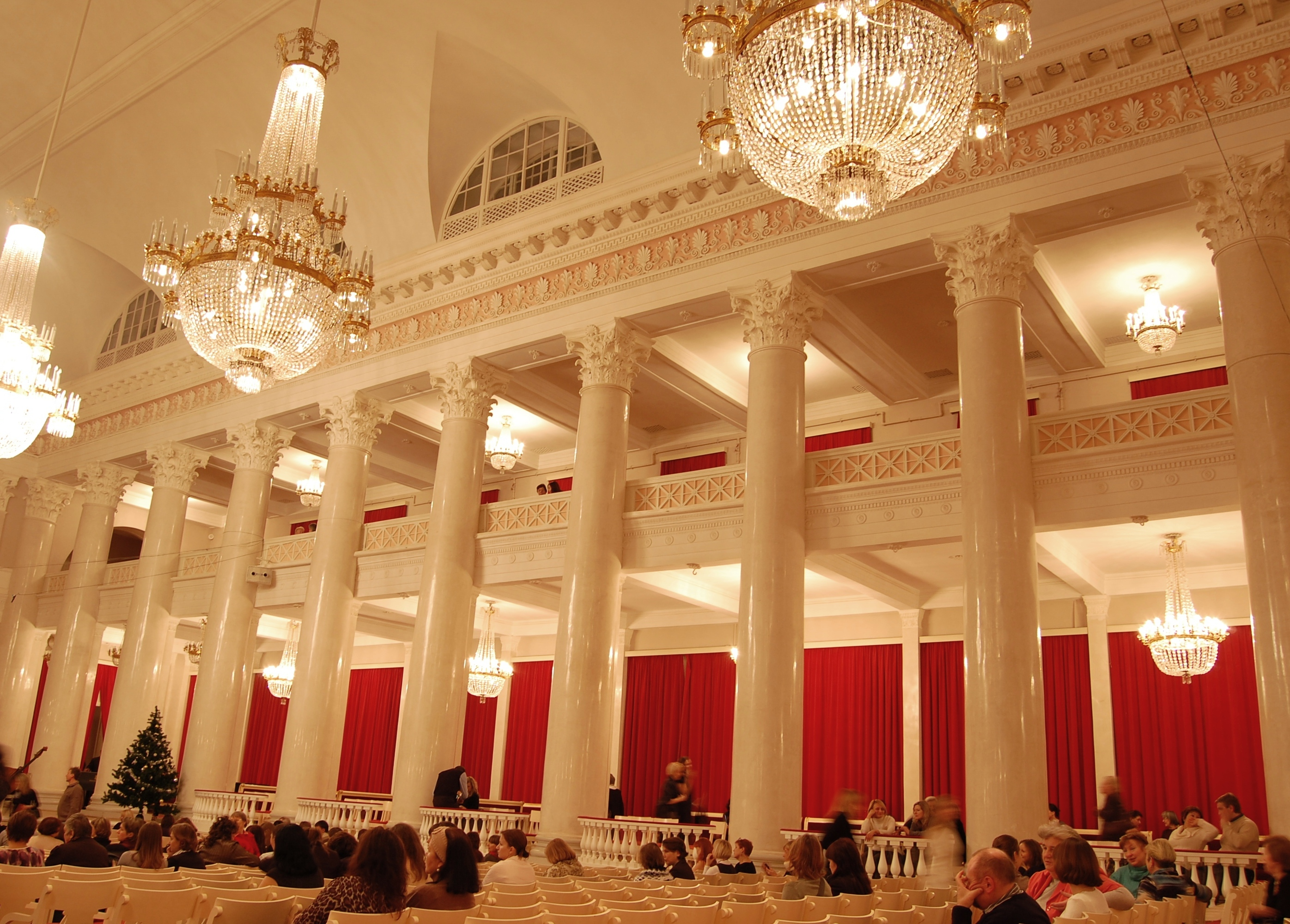
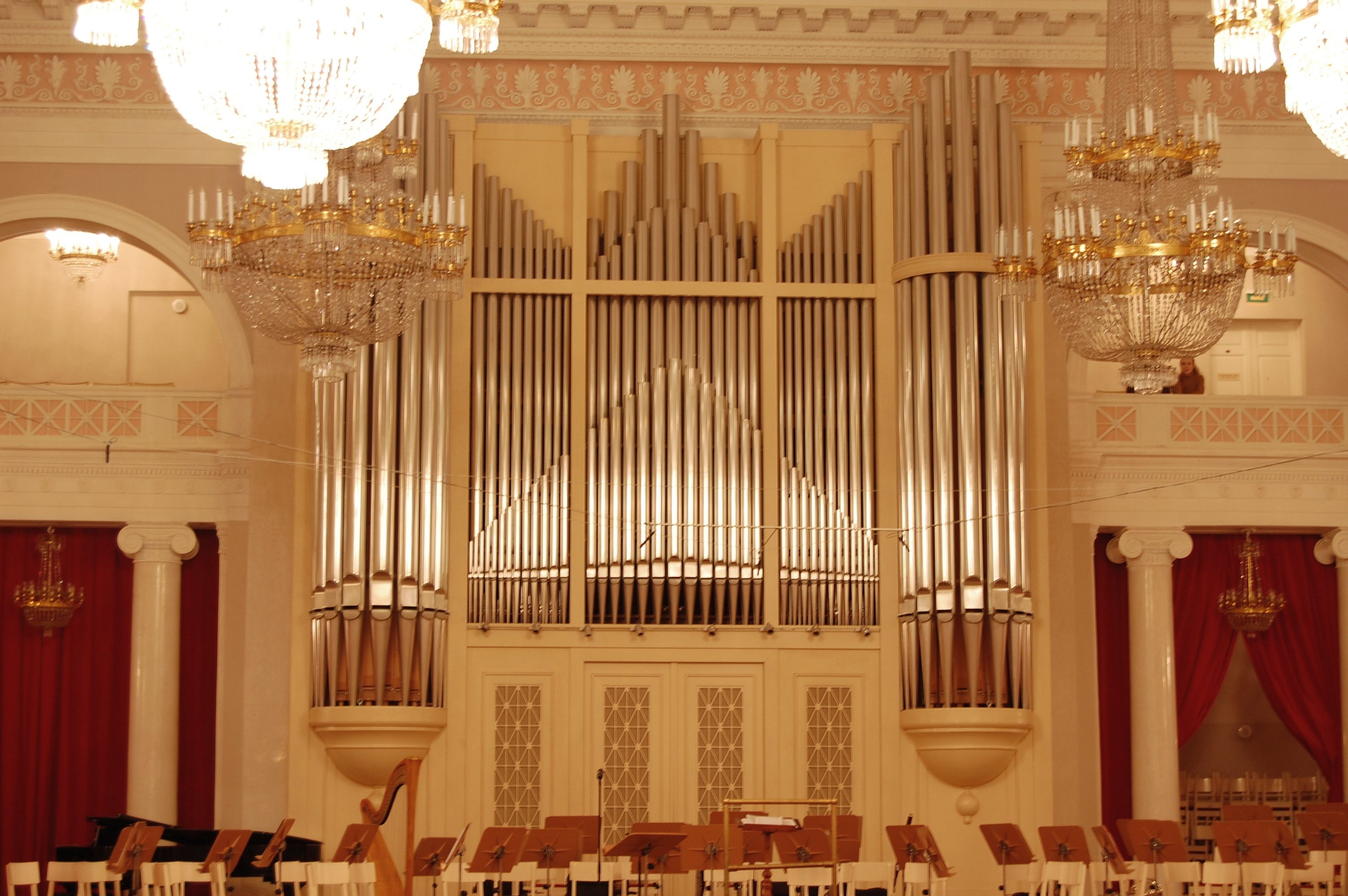
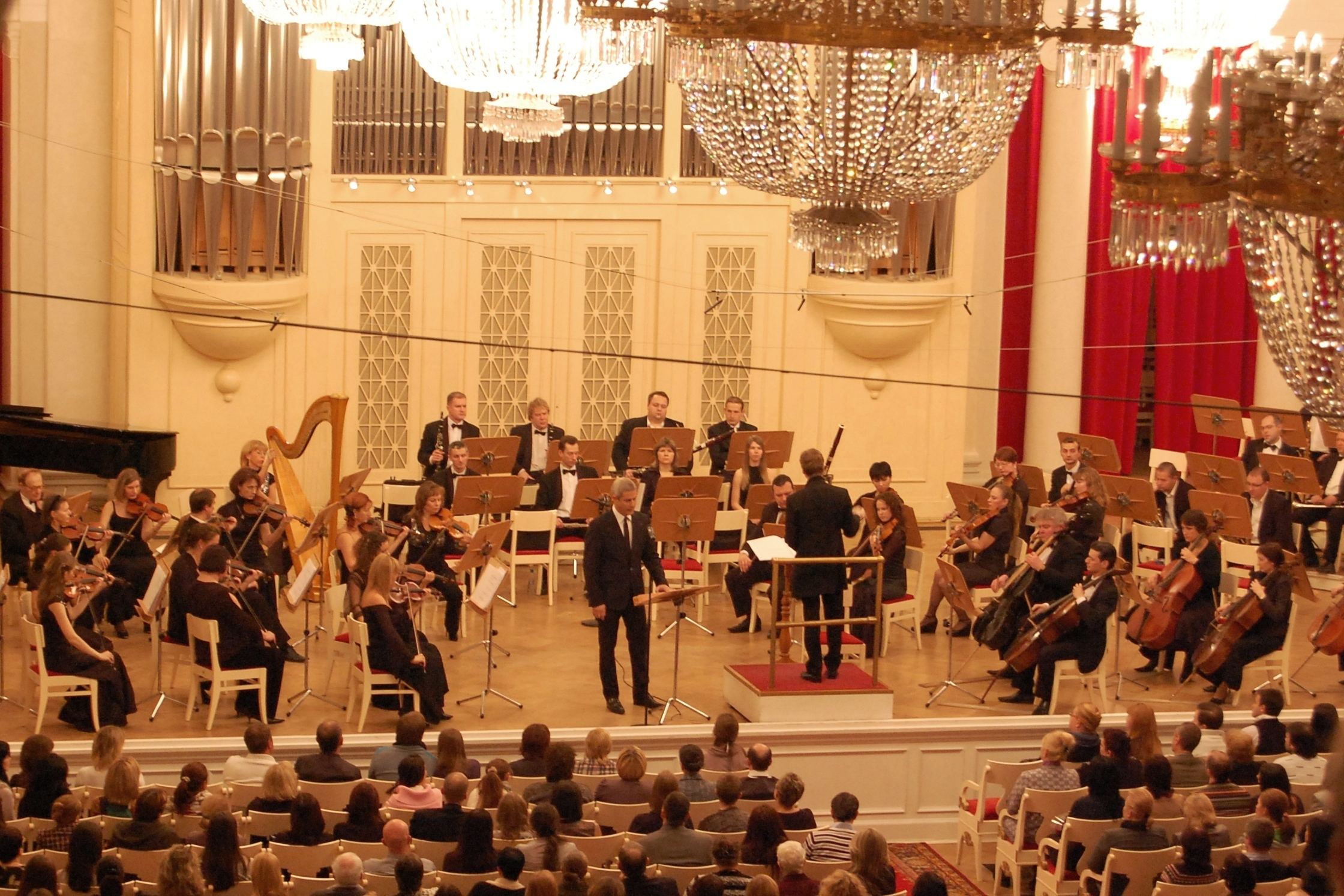
Alessandro Safina in der Sankt Petersburgen Philharmonie